# Anilios ganei
Anilios ganei är en ormart som beskrevs av Aplin 1998. Anilios ganei ingår i släktet Anilios och familjen maskormar. Inga underarter finns listade i Catalogue of Life.
Denna orm förekommer i nordvästra Western Australia (Australien). Den lever i kanjon eller andra sänkor med ett täcke av gräs eller annan låg växtlighet. Anilios ganei gräver i lövskiktet och i det översta jordlagret. Honor lägger ägg.
För beståndet är inga hot kända. Hela populationen anses vara stabil. IUCN listar arten som livskraftig (LC).